# Norbert Tóth
Norbert Tóth (ur. 11 sierpnia 1976 w Szombathely) – węgierski piłkarz występujący na pozycji pomocnika, reprezentant kraju.

## Życiorys
Był juniorem Püspökmolnári KSK i Szombathelyi Haladás. W 1992 roku został przesunięty do pierwszej drużyny Haladásu. W sezonie 1992/1993 wywalczył z klubem awans do NB I. W 1994 roku został zawodnikiem Parmalat FC (później jako Videoton). Po trzech latach został piłkarzem Újpestu. Z tym klubem w sezonie 1997/1998 zdobył mistrzostwo Węgier. 25 marca 1998 roku zadebiutował z kolei w reprezentacji w przegranym 2:3 meczu z Austrią. W 2000 roku został piłkarzem Vasasu, a dwa lata później wrócił do Videotonu. W lipcu 2003 roku przeszedł do greckiego Panioniosu, jednakże już w listopadzie został zwolniony przez klub. W lutym 2004 roku na zasadzie wolnego transferu został pozyskany przez Újpest.
W trakcie sezonu 2006/2007 został przez trenera Valère Billena relegowany do rezerw, został pozbawiony funkcji kapitana drużyny, a w październiku został zwolniony. Sezon dokończył w Rákospalotai EAC, po czym przeszedł do Zalaegerszegi TE. Na początku 2008 roku został piłkarzem Szombathelyi Haladás. Z klubem tym Tóth awansował do NB I. Po awansie rozegrał jedynie osiem meczów w lidze w sezonie 2008/2009, co przyczyniło się do odejścia Tótha z klubu. Po rocznym okresie gry w Újpescie, z przyczyn osobistych 2010 roku Węgier przeszedł do Lombardu Pápa. W 2011 roku zdecydował się na grę w występującym w NB III Törökbálinti TC. W latach 2013–2014 był zawodnikiem słowackiego OFC Russel Gabčíkovo.

## Statystyki ligowe
| Sezon         | Klub                     | Liga          | Mecze | Gole |
| ------------- | ------------------------ | ------------- | ----- | ---- |
| 1992/1993     | Haladás VSE              | NB II         | 8     | 0    |
| 1993/1994     | Szombathelyi Haladás VSE | NB I          | 23    | 2    |
| 1994/1995     | Parmalat FC              | NB I          | 27    | 2    |
| 1995/1996     | Fehérvár Parmalat ′96 FC | NB I          | 27    | 4    |
| 1996/1997     | Videoton FC Fehérvár     | NB I          | 31    | 2    |
| 1997/1998     | Újpesti TE               | NB I          | 30    | 8    |
| 1998/1999     | Újpest FC                | NB I          | 31    | 2    |
| 1999/2000     | Újpest FC                | NB I          | 26    | 11   |
| 2000/2001     | Vasas Danubius Hotels    | NB I          | 33    | 2    |
| 2001/2002     | Vasas Danubius Hotels    | NB I          | 35    | 7    |
| 2002/2003     | Videoton FC Fehérvár     | NB I          | 19    | 6    |
| 2003/2004 (j) | Panionios NFC            | Alpha Ethniki | 7     | 0    |
| 2003/2004 (w) | Újpest FC                | NB I          | 15    | 6    |
| 2004/2005     | Újpest FC                | NB I          | 26    | 9    |
| 2005/2006     | Újpest FC                | NB I          | 29    | 10   |
| 2006/2007 (j) | Újpest FC                | NB I          | 5     | 0    |
| 2006/2007 (w) | Rákospalotai EAC         | NB I          | 11    | 1    |
| 2007/2008 (j) | Zalaegerszegi TE FC      | NB I          | 11    | 1    |
| 2007/2008 (w) | Szombathelyi Haladás     | NB II         | 12    | 2    |
| 2008/2009     | Szombathelyi Haladás     | NB I          | 8     | 0    |
| 2009/2010     | Újpest FC                | NB I          | 22    | 1    |
| 2010/2011     | Lombard Pápa Termál FC   | NB I          | 13    | 0    |